# Darmwormen

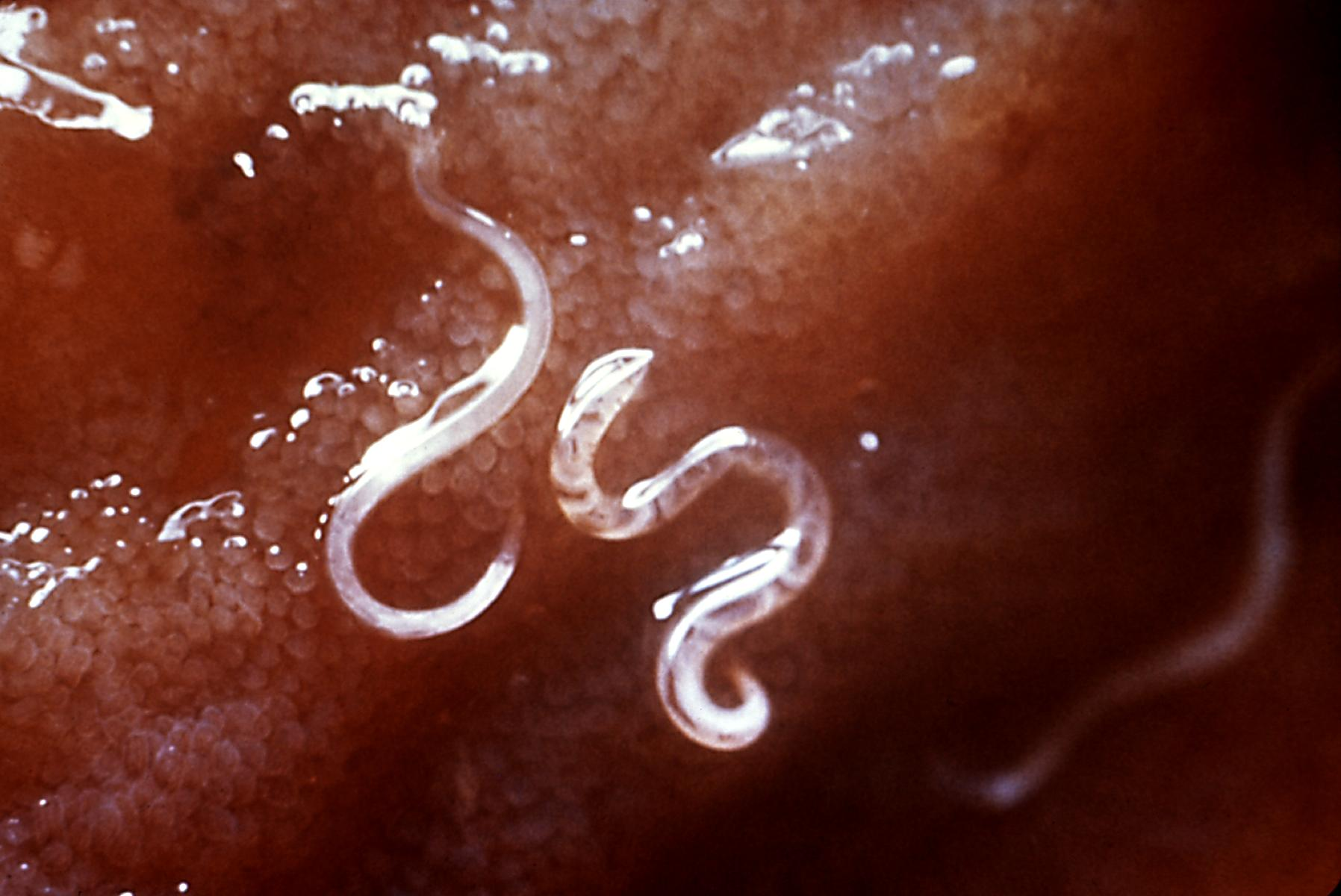
Mijnworm in een darm

Darmwormen zijn parasitaire wormen die in het maag-darmstelsel van dieren en mensen leven. Meer dan een kwart van de wereldbevolking is besmet met darmwormen:
| Soort worm | Mensen (totaal) | Kinderen    |
| ---------- | --------------- | ----------- |
| Spoelworm  | 1,47 miljard    | 400 miljoen |
| Zweepworm  | 1,30 miljard    | 300 miljoen |
| Mijnworm   | 1,05 miljard    | 170 miljoen |

Symptomen van een infectie met darmwormen zijn constipatie, maagpijnen, braken, slapeloosheid en zwakheid. In ernstige gevallen leidt dit tot ziekenhuisopname: in sommige gebieden wordt 4,9% van alle ziekenhuisopnames veroorzaakt door darmwormen. Met name in gebieden waar worminfecties frequent zijn heeft dit gevolgen op de langere termijn: ondervoeding, groeiremmingen, geremde hersenontwikkeling en minder weerstand tegen ziekten als aids en tuberculose. Toegang tot zuiver water, hygiëne bij het koken en het gebruik van schoenen kunnen helpen om het risico op een infectie met darmwormen te verminderen. Behandeling vindt plaats met anthelminthica.